# Lleure productiu
El lleure productiu és un terme compost pels conceptes lleure i producció. Per definició, és una activitat productiva en el temps de lleure, és a dir, no laboral.
Com a activitat de lleure que és, el lleure productiu es viu com a activitat lliurement escollida, reconfortant, plaent, propícia per al creixement i el gaudi personal. Com a activitat productiva, aporta béns materials i serveis, que normalment són d'autoconsum o intercanvi en un context alternatiu al mercat.
El lleure productiu abasta potencialment un ampli ventall d'activitats. Una de les més desenvolupades és el lleure agrari, o agricultura urbana. En el lleure agrari, la persona cultiva un hort amb la finalitat de gaudir del temps de lleure, però també per obtenir hortalisses per a l'autoconsum. No pertanyen a aquesta categoria el llaurador (o pagès), que cultiva la terra com a professional, o el jardiner afeccionat, que no cerca cap finalitat productiva.
El voluntariat també forma part de l'àmbit del lleure productiu, en la mesura que la persona dedica el seu temps lliure a la creació i manteniment de serveis a la comunitat.